# 殺意のバカンス
「殺意のバカンス」（さついのバカンス）は、1985年4月20日に東芝EMIから発売された本田美奈子の1枚目のシングル。歌手デビュー当時のキャッチフレーズは「好きと言いなさい」「美奈子、あなたと初めて」。

## 概要
元々は上述のキャッチフレーズでも有る、次作「好きと言いなさい」が最初のシングルとなる予定だったが、本田自身がアイドル色が強い「好きと言いなさい」よりも大人の色気が強い「殺意のバカンス」を最初のシングルにしたいという希望を持っていたため、この曲が1枚目となった。本田は元々、アイドル歌手ではなく演歌歌手を目指していた経緯があった。アイドル歌手業を停止した1990年代以降、白血病治療に専念して芸能活動を休止した2005年1月まで、ミュージカル歌手やクラシック歌手（ソプラノ）として活躍していた。
この曲で1985年6月6日、TBSテレビ『ザ・ベストテン』の「スポットライト」のコーナーで、同番組の初出演を果たした（本田自身『ザ・ベストテン』で10位以内の初ランクイン曲は、翌1986年2月の「1986年のマリリン」）。
初回限定仕様は、濃いピンクのクリアーカラーレコードである。
本曲を歌番組などで歌う際の衣装は大きく分けて、花柄のものと白の鼓笛隊風（共にスカート）の2種類あり、衣装にあわせて振付も若干異なっている。

## 収録曲
（全作詞：売野雅勇 / 作曲：筒美京平）
1. 殺意のバカンス
編曲：中村哲
2. 恋人失格
編曲：船山基紀

## タイアップ
殺意のバカンス
- 「東芝 ジューサーミキサー」RADIO-CMソング

恋人失格
- 「牛乳石鹸共進社 シャワラン」TV-CMソング

## 収録アルバム
殺意のバカンス
- 『ザ・ヴァージン・コンサート』（1986年2月20日） - ライブバージョン
- 『ゴールデンベスト ニューベストナウ』（1987年6月5日）
- 『DISPA 1987』（1988年1月25日） - ライブバージョン
- 『Look over my shoulder』（1988年10月26日）
- 『best now』（1989年9月13日, 1990年11月14日）
- 『SHANGRI-LA BEST POP COLLECTION』（1990年12月12日）
- 『Big Artist Best Collection』（1994年12月7日）
- 『TWIN BEST』（1998年5月13日）
- 『2000 millennium BEST』（2000年5月24日）
- 『GOLDEN☆BEST 本田美奈子』（2003年6月25日）
- 『本田美奈子BOX』（2004年12月15日）
- 『NEW BEST 1500』（2005年8月24日）
- 『CD & DVD THE BEST』（2005年12月7日）
- 『ANGEL VOICE 〜本田美奈子.メモリアル・ベスト〜』（2007年4月18日）
- 『ゴールデン☆アイドル 本田美奈子』(2014年7月30日)
- 『エッセンシャル・ベスト 1200 本田美奈子』 (2018年3月21日)

恋人失格
- 『ザ・ヴァージン・コンサート』（1986年2月20日） - ライブバージョン
- 『TWIN BEST』（1998年5月13日）
- 『本田美奈子BOX』（2004年12月15日）
- 『ゴールデン☆アイドル 本田美奈子』(2014年7月30日)

## TV出演
殺意のバカンス
- 『アンナイト』
- 『おはよう朝日です』
- 『おはようスタジオ』
- 『歌謡ドッキリ大放送』
- 『さんまのヒットマッチ』
- 『スーパージョッキー』
- 『ザ・ベストテン』
- 『ドリフ大爆笑』
- 『日本有線大賞』
- 『8時だョ!全員集合』
- 『メガロポリス歌謡祭』
- 『ヤンヤン歌うスタジオ』
- 『レッツゴーヤング』

恋人失格
- 『アンナイト』

## 備考
- 水谷麻里の1987年4月8日発売のシングル『ポキチ・ペキチ・パキチ』のB面に収録されている『ミラーボールのためいき』（作曲：佐藤健）のイントロが、『殺意のバカンス』のイントロと全く同じメロディーになっている。